# Microdon lateus
Microdon lateus är en tvåvingeart som beskrevs av Violovitsh 1976. Microdon lateus ingår i släktet myrblomflugor, och familjen blomflugor. Inga underarter finns listade i Catalogue of Life.